# Cherechiu
Cherechiu (węg. Kiskereki) – wieś w Rumunii, w okręgu Bihor, w gminie Cherachiu. W 2011 roku liczyła 743 mieszkańców.